# Södra Björstorps gård
Södra Björstorps gård är en gård som varit herrgård/säteri och kallats slott i Tomelilla kommun. Huvudbyggnaden uppfördes 1775. Den åttkantiga utformningen finns inte i Sverige representerad på annat håll. Marken kring gården har antagligen varit odlad sedan högmedeltid enligt Länsstyrelsen i Skåne län som har undersökt gården, marken däromkring och beslutat (1977) att kulturminnesskydda området och huvudgården.
Den 9 september 2018 förstördes gården i en brand. Endast väggarna återstod efter branden, men hösten 2021 hade säteriet åter byggts upp.
Södra Björstorps gård uppfördes år 1775 av Mickael Malmström, som troligen var inspektör vid Andrarums alunbruk. Den åttakantiga gården är helt kringbyggd och består av tre bostads- och fem ekonomilängor. Bostadslängorna har souterrängvåningar åt trädgårdssidan. Byggnaderna är uppförda av gråsten, putsade och gulfärgade med vita fönster- och dörromfattningar, samt har tegeltak. Huvudlängan accentueras av en svängd homeja. I gårdens närhet finns en stallbyggnad och ett före detta bränneri. Till gården leder en kilometerlång allé kantad av stengärdesgårdar.